# Mikayıllı (Cəlilabad)
Mikayıllı è un comune dell'Azerbaigian situato nel distretto di Cəlilabad. Conta una popolazione di 1 201 abitanti.